# Рытов, Александр Григорьевич
Александр Григорьевич Рытов (род. 29 февраля 1964, Москва) — русский поэт, переводчик с греческого и английского языков.
В 1986 году окончил факультет журналистики МГИМО, защитил диссертацию по греческой внешней политике.
Публиковался в журналах «Воздух», «Вестник Европы», «Арион», на портале «Лиterraтура», сайтах «Полутона», «Середина мира» и других изданиях.
В 2013 году в переводах Александра Рытова была издана крупнейшая на сегодняшний день антология современной греческой поэзии «Балканский аккордеон», куда вошло более 300 стихотворений 55 греческих поэтов XX—XXI веков, в частности, тексты Константиноса Кавафиса, Йоргоса Сефериса, Андреаса Эмбирикоса, Диноса Сиотиса, Йоргоса Макропулоса, Мильтоса Сахтуриса и ранее не переведённых на русский язык авторов. По своему охвату антология была названа рекордной среди подобных изданий.

## Сборники стихов
- Последнее географическое общество" (1997)
- «Музей геометрии» (2002)
- «Змеи и пилоты» (2015)

## Сборники переводов
- «Мы киприоты» (1988)
- «На Земле Афродиты» (1990)
- «Балканский аккордеон» (2013)

## Награды и номинации
- Лауреат Премии Союза писателей Москвы (2004)
- Лонг-лист Григорьевской поэтической премии (2016)